# Алашанькоу (станція)
Алашанькоу (кит. 阿拉山口站, пін. Ālāshānkǒu zhàn) — залізнична станція Китайської залізниці на перевалі Алатау. Розташована в Боро-Тала-Монгольській автономній префектурі Сіньцзян-Уйгурського автономного району КНР.
Станція розташована є останньою станцією Бейцзянської залізниці, яка є продовженням Ланьсіньської залізниці.
На південний схід від станції розташоване озеро Ебі-Нур
| Китай | Це незавершена стаття з географії КНР. Ви можете допомогти проєкту, виправивши або дописавши її. |